# Ilex lonicerifolia
Ilex lonicerifolia är en järneksväxtart som beskrevs av Bunzo Hayata. Ilex lonicerifolia ingår i släktet järnekar, och familjen järneksväxter. Utöver nominatformen finns också underarten I. l. matsudai.